# Fleix (Dordonya)
Fleix és una ciutat de França, regió de la Nova Aquitània, departament de la Dordonya, sotsprefectura de Bergerac, cantó de La Force amb uns 1.500 habitants.
A l'edat mitjana va constituir una senyoria que el rei d'Anglaterra va cedir a Joan senyor de Grailly, junt amb altres com Gurson, Puy-Paulin, Chaslus i Sainte-Croix de Villagrand. Va seguir els destins d'aquesta casa. A Fleix es va signar el tractat de pau que va posar fi a la guerra dels Amoreaux, una guerra dins a les guerres religioses franceses (26 de novembre de 1580).